# Riencourt-lès-Bapaume

Riencourt-lès-Bapaume este o comună în departamentul Pas-de-Calais, Franța. În 1 ianuarie 2022 avea o populație de 32 de locuitori.